# 民業圧迫
| ウィキペディアには「民業圧迫」という見出しの百科事典記事はありません（タイトルに「民業圧迫」を含むページの一覧/「民業圧迫」で始まるページの一覧）。 代わりにウィクショナリーのページ「民業圧迫」が役に立つかもしれません。 |